# Paralopheremaeus
Paralopheremaeus – rodzaj roztoczy z kohorty mechowców i rodziny Plateremaeidae.
Rodzaj ten został opisany w 1987 roku przez Adilsona Diasa Paschoala. Gatunkiem typowym wyznaczono Plateremaeus legendrei.
Mechowce te mają oskórek ciała i odnóży o dołeczkowatej rzeźbie. Apodemy rostralne nie tworzą kształtu trójkąta. Notogaster w obrysie jajowaty. Gładkie, biczykowate sensilusy są zakrzywione. Otwór płciowy ciągły z odbytowym. genitalne występują w liczbie 6 lub 7 par, aggenitalne 1 pary, analne 6 par, a adanalne 1 lub 3 par. Na epimerach 29 szczeciny.
Rodzaj zamieszkujący Stary Świat.
Należą tu 2 opisane gatunki:
- Paralopheremaeus hispanicus (Ruiz, Kahwash et Subías, 1990)
- Paralopheremaeus legendrei (Balogh, 1962)